# Sankt Afra (Mering)
Sankt Afra ist ein Ortsteil der Gemeinde Mering im schwäbischen Landkreis Aichach-Friedberg. Die Siedlung liegt circa eineinhalb Kilometer nordwestlich von Mering.
Die Siedlung, die den Namen der heiligen Afra trägt, wurde ab 1948 für Heimatvertriebene errichtet. Das nördlich gelegene Neukissing hat eine vergleichbare Gründungsgeschichte.

## Baudenkmäler
Siehe auch: Liste der Baudenkmäler in Sankt Afra
- Katholische Filialkirche Mariä Himmelfahrt